# 基罗斯
基罗斯，是西班牙阿斯图里亚斯的一个市镇。总面积209平方公里，总人口1488人（2001年），人口密度7人/平方公里。